# Véronique Biordi-Taddei
Véronique Biordi-Taddei (Aarlen, 22 mei 1968) is een Belgisch politica voor de PS.

## Levensloop
Biordi-Taddei volgde humaniora aan het Koninklijk Atheneum in Athus, een deelgemeente van Aubange, en behaalde vervolgens een graduaat in het directiesecretariaat bij de Aalmoezeniers van de Arbeid in Aarlen. Ze  ging aan de slag in het café-restaurant dat door haar ouders werd uitgebaat, tot zij in 2003 met pensioen gingen.
Ze werd politiek actief voor de PS en kwam in 1994 op bij de gemeenteraadsverkiezingen in Aubange. Zij werd meteen verkozen tot gemeenteraadslid. Begin 2001 werd Biordi-Taddei schepen van de gemeente. Ze bleef dit tot eind 2012 en was daarna van 2012 tot 2018 burgemeester van Aubange, zij het van juni tot september 2014 verhinderd gedurende haar mandaat als parlementslid. Sinds december 2018 is Biordi-Taddei eerste schepen van de gemeente.
Eveneens was ze van 2000 tot 2014 provincieraadslid van Luxemburg en van 2006 tot 2010 voorzitter van de provincieraad. Van juni tot september 2014 zetelde Biordi-Taddei tijdelijk in het Waals Parlement en het Parlement van de Franse Gemeenschap ter vervanging van Philippe Courard, die als ontslagnemend federaal staatssecretaris dit mandaat niet kon vervullen.